# Bendix Hallenstein

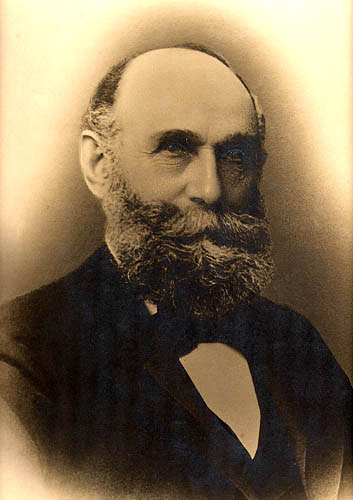
Bendix Hallenstein

Bendix Hallenstein (* 24. Januar 1835 in Bisperode im Herzogtum Braunschweig; † 6. Januar 1905 in Dunedin, Neuseeland) war ein neuseeländischer Kaufmann, Fabrikant und Politiker deutscher Abstammung.

## Leben und Wirken
Bendix Hallenstein wurde am 24. Januar 1835 als jüngster Sohn einer jüdischen Familie in Bisperode im Herzogtum Braunschweig geboren. Sein Vater war Reuben Hallenstein, ein Kaufmann, der in Lügde, östlich von Detmold gelegen, eine einfache Textilfabrik zur Herstellung von Wollkleidung aus Lumpen betrieb. Seine Mutter war Helene Michaelis. Über Hallensteins Kindheit und seine Schulausbildung ist nichts bekannt.

### Vereinigtes Königreich
Im Alter von 17 Jahren wurde Hallenstein zu seinem Onkel Michael Michaelis nach Manchester geschickt. Er arbeitete dort über fünf Jahre in einem Transportunternehmen, verfestigte dabei seine englischen Sprachkenntnisse und lernte während der Ausbildung das Handwerkzeug eines Geschäftsmannes kennen.

### Australien
1857 fasste er den Entschluss, mit seinen beiden älteren Brüdern nach Australien zu gehen und dort in den Goldfeldern von Daylesford, Victoria sein Glück zu versuchen. 1861 ging er für kurze Zeit zurück nach England. Dort heiratete er am  14. Februar 1861 in Alford, Lincolnshire Mary Mountain (1826–1907). Sie war die Hausangestellte der drei Brüder in Australien. Aus der Ehe gingen vier Töchter hervor. Nach der Rückkehr von England blieb er bis 1863 in Victoria, bis es ihn und seine Brüder zu den Goldfunden in Otago und West Coast nach Neuseeland zog.

### Neuseeland
In Neuseeland angekommen, lebte er für etwa ein Jahr in Invercargill und eröffnete sein erstes Geschäft, bevor es ihn 1864 nach Queenstown zog, einer durch die Folgen des Goldrausches in Otago von 1861 sehr belebten Stadt dieser Zeit. Hallenstein eröffnete auch dort ein Geschäft, verkaufte Lebensmittel, Wein, Spirituosen und Haushaltsgegenstände. Sein Geschäft war beliebt und lief erfolgreich. So folgten weitere Geschäftseröffnungen in Arrowtown, Cromwell und Lawrence. Des Weiteren betätigte er sich als Wollhändler mit Verkaufskontakten nach Dunedin, Melbourne und London. 1867 eröffnete er mit einem Geschäftspartner eine Getreidemühle in Kawarau Falls, wenige Kilometer östlich von Queenstown gelegen.
Nachdem er sich mittlerweile auch der Politik verschrieben hatte, löste Hallenstein 1869 seinen Geschäftspartner als Bürgermeister von Queenstown ab. Er hielt das Amt bis 1872, bis er sich für den Otago Provincial Council aufstellen ließ. Er gehörte dem Rat bis 1875 an. Zeitgleich wurde er für die Region in das House of Representatives gewählt, dessen Mitglied er von 1872 bis 1873 war.
1873 eröffnete Hallenstein eine Textilfabrik zur Herstellung von Anzügen. Nach anfänglichen Schwierigkeiten, aufgrund derer er seine Fabrik verkaufte, um sie von dem Käufer zu leasen, eröffnete er an der zentralen Stelle in Dunedin, dem Octagon, ein Kaufhaus für Bekleidung, dem später 34 weitere Häuser über ganz Neuseeland verteilt folgen sollten. In dem Gebäude, welches heute von der Dunedin Public Art Gallery genutzt wird, befand sich seine Firmenzentrale. Im April 1884 gründete Hallenstein The Drapery and General Importing Company of New Zealand (D.I.C.) mit einem Startkapital von 125.000 Pfund. Er gründete damit die erste Genossenschaft, bei der Waren aus Übersee ohne Zwischenhändler direkt vom Konsumenten erworben werden konnten, mit dem Versprechen 25 bis 30 % des Warenpreises dabei sparen zu können. Hallenstein war prominentes Mitglied der Handelskammer von Dunedin, wurde Direktor der Kempthorne, Prosser & Co New Zealand Drug Company Ltd, der National Insurance Company und der Westport Coal Company.
Während der Streiks der Textilarbeiter in der sogenannten „Sweating Agitation“ (1888–1890) unterstützte Hallenstein die Forderungen nach verbesserten Arbeitsbedingungen der Arbeiter sowie die Bildung von Gewerkschaften über das gesamte Land verteilt. Er sah darin Vorteile, die seines Erachtens beide Seiten daraus ziehen würden.
Im August 1903 erlitt Hallenstein einen Schlaganfall, von dem er sich nicht mehr erholte. Er verstarb am 6. Januar 1905 vermutlich an den Spätfolgen des Anfalls. Hallenstein wurde auf dem jüdischen Teil des Friedhofs der Southern Cemetery in Dunedin beerdigt.